# Mount Dora (Florida)
Mount Dora ist eine Stadt im Lake County im US-Bundesstaat Florida.
Das U.S. Census Bureau hat bei der Volkszählung 2020 eine Einwohnerzahl von 16.341 ermittelt.

## Geographie
Mount Dora liegt am Lake Dora, grenzt an die Städte Tavares und Eustis und liegt rund 40 Kilometer nordwestlich von Orlando.

## Geschichte
Der Ort im Zentrum Floridas wurde erstmals 1874 von David M. Simpson mit seiner Frau und seinen beiden Kindern besiedelt. 1880 benannte der Postmaster Ross Tremain den Ort nach seinen Kindern Roy, Ella and Louis als Royellou. 1883 eröffnete das zweistöckige Hotel The Alexander House mit zehn Räumen. In diesem Jahr wurde der Ort in Mount Dora umbenannt; der Name weist auf den Lake Dora hin, einen See, der im Jahr 1846 von Siedlern nach Dora Ann Drawdy benannt wurde, die zu dieser Zeit mit ihrem Ehemann etwa drei Kilometer südlich des heutigen Ortes Mount Dora lebte.
Der Ort wurde 1887 durch die Sanford and Lake Eustis Railroad erstmals durch die Eisenbahn erschlossen. Die Strecke von Sanford nach Tavares wurde jedoch in den 1980er Jahren zwischen Sanford und Sorrento stillgelegt. Heute operiert die Florida Central Railroad zwischen Sorrento und Tavares, wo Anschluss an das weitere Netz besteht. Das Hotel The Alexander House wurde 1893 zu The Lake House umbenannt, Touristen kamen häufig im Winter zur Jagd, zum Fischen oder zum Bootfahren. 1910 erhielt der Ort Stadtrechte, 1915 wurde eine Lokstation errichtet.
Das Unternehmen R.C. Tremain & Son ließ 1891 die erste Versandstation für Orangen bauen. Obwohl in den Jahren 1894 und 1895 durch ungewöhnlich starken Frost große Teile der Pflanzungen zugrunde gegangen waren, entstanden eine Kisten-, eine Düngemittel- und eine Konservenfabrik. 1903 erhielt das Hotel den neuen Namen Lakeside Inn; zu seinen Gästen gehörten Präsident Calvin Coolidge, Thomas Alva Edison, Henry Ford und Präsident Dwight D. Eisenhower. Das John P. Donnelly House, das 1893 vom ersten Bürgermeister des Ortes im Queen Anne Style errichtet worden war, wird seit 1975 als Denkmal im National Register of Historic Places geführt. 1981 wurde der Film Honky Tonk Freeway in Mount Dora gedreht. Heute ist der Ort für seine Geschäfte für Antiquitäten und Handwerkskunst bekannt.

## Demographische Daten
Laut der Volkszählung 2010 verteilten sich die damaligen 12.370 Einwohner auf 6.942 Haushalte. Die Bevölkerungsdichte lag bei 974 Einw./km². 77,5 % der Bevölkerung bezeichneten sich als Weiße, 15,6 % als Afroamerikaner, 0,4 % als Indianer und 1,8 % als Asian Americans. 2,8 % gaben die Angehörigkeit zu einer anderen Ethnie und 1,8 % zu mehreren Ethnien an. 11,7 % der Bevölkerung bestand aus Hispanics oder Latinos.
Im Jahr 2010 lebten in 22,4 % aller Haushalte Kinder unter 18 Jahren sowie in 39,9 % aller Haushalte Personen mit mindestens 65 Jahren. 59,2 % der Haushalte waren Familienhaushalte (bestehend aus verheirateten Paaren mit oder ohne Nachkommen bzw. einem Elternteil mit Nachkommen). Die durchschnittliche Größe eines Haushalts lag bei 2,16 Personen und die durchschnittliche Familiengröße bei 2,75 Personen.
20,7 % der Bevölkerung waren jünger als 20 Jahre, 20,5 % waren 20 bis 39 Jahre alt, 24,1 % waren 40 bis 59 Jahre alt und 34,7 % waren mindestens 60 Jahre alt. Das mittlere Alter betrug 48 Jahre. 46,1 % der Bevölkerung waren männlich und 53,9 % weiblich.
Das durchschnittliche Jahreseinkommen lag bei 45.104 $; dabei lebten 14,4 % der Bevölkerung unter der Armutsgrenze.
Im Jahr 2000 war englisch die Muttersprache von 93,25 % der Bevölkerung, spanisch sprachen 6,00 % und 0,75 % hatten eine andere Muttersprache.

## Sehenswürdigkeiten
Folgende Objekte sind im National Register of Historic Places gelistet:
- Blandford
- Donnelly House
- Lakeside Inn
- Mount Dora Historic District
- Old Mount Dora Atlantic Coast Line Railroad Station
- Witherspoon Lodge No. 111 Free and Accepted Masons (F&AM)

## Städtepartnerschaft
- Schottland: Forres

## Veranstaltungen
Im Ort finden jedes Jahr ein Kunstfestival, eine Vorstellung historischer Wasserfahrzeuge (Antique Boat Show) sowie weitere Veranstaltungen statt. Der Mount Dora Ghost Walk ist ein lustiger und etwas skurriler nächtlicher Umzug in der Stadt, in dem kostümierte Darsteller Teile aus der Geschichte der Stadt künstlerisch darstellen und in Anekdoten und kurzen Geschichten erzählen.

## Verkehr
Mount Dora wird vom U.S. Highway 441 (SR 500) sowie den Florida State Roads 44 und 46 durchquert.
Der nächste Flughafen ist der 45 Kilometer östlich gelegene Orlando Sanford International Airport.

## Kriminalität
Die Kriminalitätsrate lag im Jahr 2010 mit 338 Punkten (US-Durchschnitt: 266 Punkte) im durchschnittlichen Bereich. Es gab zehn Vergewaltigungen, 18 Raubüberfälle, 43 Körperverletzungen, 90 Einbrüche, 384 Diebstähle, 36 Autodiebstähle und zwei Brandstiftungen.